# Stanisław Lorenc
Stanisław Kazimierz Lorenc (ur. 8 listopada 1943 w Radlinie, zm. 19 stycznia 2020 w Poznaniu) – polski geolog i nauczyciel akademicki, profesor nauk o Ziemi, profesor zwyczajny Uniwersytetu im. Adama Mickiewicza i jego rektor w latach 2002–2008.

## Życiorys
W 1961 ukończył I Liceum Ogólnokształcące im. Tadeusza Kościuszki w Jarocinie, po czym podjął studia geologiczne w Instytucie Nauk Geologicznych Uniwersytetu Wrocławskiego. Tytuł zawodowy magistra uzyskał w 1967. Następnie pracował na macierzystej uczelni, specjalizując się w petrologii. W 1973 został doktorem, a w 1982 doktorem habilitowanym; oba stopnie uzyskał na Uniwersytecie Wrocławskim.
Należał do Zrzeszenia Studentów Polskich. Od 1967 do 1968 przewodniczył radzie uczelnianej tej organizacji na Uniwersytecie Wrocławskim, a od 1966 do 1969 wchodził w skład rady naczelnej ZSP. W latach 1969–1981 był członkiem Polskiej Zjednoczonej Partii Robotniczej.
W latach 80. był inicjatorem i współorganizatorem powstania Instytutu Geologii na Uniwersytecie im. Adama Mickiewicza, a następnie jego dyrektorem. W 1994 otrzymał tytuł profesora nauk o Ziemi, w 1998 objął stanowisko profesora zwyczajnego. Na UAM przez dwie kadencje zajmował stanowisko rektora (2002–2008). W 2005 został wybrany na przewodniczącego Konferencji Rektorów Uniwersytetów Polskich, funkcję tę pełnił do 2008. W 2010 został dyrektorem Zamiejscowego Ośrodka Dydaktycznego w Pile, przemianowanego później na Nadnotecki Instytut UAM w Pile. Instytucją tą kierował do 2019.
Okresowo pracował również jako profesor na Universität Trier. Otrzymał nagrodę naukową międzynarodowego towarzystwa Geologische Vereinigung. Autor podręcznika akademickiego z zakresu petrografii. Był członkiem prezydium Komitetu Nauk Geologicznych Polskiej Akademii Nauk oraz członkiem rady Fundacji Rektorów Polskich.
Główne prace naukowe Stanisława Lorenca z lat 70. i 80. dotyczyły problemów geologii Sudetów, szczególnie Gór Kaczawskich, których budowa była wtedy najmniej poznana wśród wszystkich rejonów sudeckich. Od lat 90. badania naukowe poświęcił geologii wgłębnych utworów paleozoiku Pomorza Zachodniego oraz analizie osadów dennych Pacyfiku, Oceanu Indyjskiego i szelfów Wietnamu i Chin, m.in. w ramach międzynarodowego programu badań dna oceanicznego w strefach wulkanicznych.
Był członkiem komitetu poparcia Bronisława Komorowskiego przed wyborami prezydenckimi w 2010 i w 2015.
Pochowany został na cmentarzu parafii Matki Bożej Częstochowskiej w Poznaniu.

## Odznaczenia i wyróżnienia
W 2005, za wybitne zasługi w pracy naukowej i dydaktycznej, odznaczony został Krzyżem Komandorskim Orderu Odrodzenia Polski. W 2005 wyróżniony tytułem honorowego obywatela Słubic.